# AFX News
Pour les articles homonymes, voir AFX.
AFX News est une société franco-britannique d'information financière et boursière créé en 1991 sous la forme d'une coentreprise entre l'Agence France-Presse et la société britannique Extel, contrôlée à partir de 1993 par le Financial Times. Après avoir racheté à ce dernier les 100 % qu'elle ne contrôlait pas, en mars 2000, l'AFP a revendu AFX News pour 16 millions d'euros au canadien David Thomson en 2006. La société est depuis intégrée au sein de Thomson Reuters.

## Histoire
À partir de 1994, le journaliste qui dirige AFX News s'expatrie à Hong Kong, pour veiller à son développement. En 1997, elle emploie 35 journalistes dans 13 villes d'Asie, dans le cadre d'une filiale en Asie, au capital de laquelle sont associés l'Agence australienne de presse et un quotidien japonais, qui acquiert les droits pour traduire ses informations en japonais. 
Le réseau AFX Asie se rapproche ensuite de l'agence de presse chinoise Xinhua pour créer XFN. En Europe, elle exploite 13 agences, y compris le siège à Londres et noue des partenariats avec l'agence allemande DPA pour créer DPA-AFX en Allemagne, et la néerlandaise ANP pour développer ANP-AFX aux Pays-Bas. Elle revendique "plus de 5000 journalistes" travaillant pour AFX News et "ses partenaires à travers le monde"v.
Après des succès dans les années 1990, AFX News connaît des difficultés financières entre 2000 et 2002. Elle affiche de lourdes pertes lorsque les marchés boursiers se retournent, du fait du dégonflement de la bulle Internet et de frais de fonctionnement élevés. L'AFP ne parvient pas à se désengager et a même acheté en mars 2000 au Financial Times les 50 % du capital d'AFX News qu'elle ne détient pas. 
AFX News tente de se diversifier par lancement en août 2002, à partir de New York, d'un service d'informations internationales consacré à la responsabilité sociale et environnementale des entreprises, baptisé AFX/Global Ethics Monitor, dirigé par Luc Lamprière. Le 13 juin 2003 est conclu un partenariat avec le site français Novethic.fr pour que ce dernier propose une sélection quotidienne en français des articles d'AFX/Global Ethics Monitor et en septembre 2004, le contenu AFX est distribué sur les plates-formes TraderForce.

## Restructuration et cession
Plusieurs branches géographiques sont successivement vendues, car la maison-mère AFP a besoin d'argent. En mai 2005, AFX News crée une alliance avec Xinhua et la société américaine d'information financière MarketWatch, créée en 1997, qui exploite les sites Internet CBS MarketWatch et BigCharts, tout en diffusant des reportages financiers via la télévision CBS.
Le 15 juin 2006, le groupe de médias canadien Thomson, qui a signé en 2005 un accord avec AFX News pour diffuser ses produits à l'échelle mondiale, la rachète entièrement à l'Agence France-Presse pour 16 millions d'euros, quelques mois avant d'acquérir l'agence de presse Reuters. AFX n'emploie plus alors que 107 personnes en Europe et Thomson annonce qu'il va doubler cet effectif. L'AFP indique alors que le produit de la vente lui permettra de se concentrer sur son expansion dans le domaine de la vidéo.